# 勒內·豐克
勒内·保罗·豐克（法語：René Paul Fonck，1894年3月27日—1953年6月18日）是法國陸軍航空兵軍官與王牌飛行員。第一次世界大戰期間，他在數年的服役中共確認取得75次確定空戰勝利，是一戰協約國擊落敵機次數排行第一的飛官。豐克在青年就展現出對飛行的熱情，在戰爭爆發後接受三個月的飛行訓練。1916年8月6日，他取得第一個獲確認的空戰勝利。1917年5月14日，他取得第五次空戰勝利，成為王牌飞行员。
豐克在1917年總共擊落18架德軍飛機，開始以優秀的飛行與射擊技術為人所知。1918年，他曾兩度在一天內擊落6架飛機，在整年中取得56次空戰勝利。在戰爭結束前，他被授勳為上校。他在戰後專注於撰寫回憶錄與創造飛行紀錄。1948年，他因在二戰期間幫助法國抵抗運動獲封抵抗戰士。

## 早期生活
豐克於1894年3月27日出生在法国东北部孚日地区的默尔特河畔索尔西村。他從小就展現出對飛行的熱情，然而在1914年8月22日应征入伍时，他被拒絕加入航空兵部隊，接受了五个月的战斗工兵基础培训，负责挖掘战壕與修建橋樑。

## 军事航空生涯

### 1915–1916年
1915年2月15日，豐克得以接受飛行训练。他先在聖西爾接受培訓，然后在勒克羅圖瓦利用布莱里奥XI飛機的無飛行版本學習，該飛機僅用時使學員在陸地上體驗飛行。1915年5月，他在完成飞行员培训後驾驶科德龙GIII偵察機。
1916年5月25日，豐克的观察员被一门防空炮打死，他本人也在幾週好差點落得相同下场。 1916年7月，他声称取得首次空戰勝利，但未獲得認證。同年8月6日，他袭击一架德国Rumpler C.III偵察機，并在該機上方和周围机动躲避其火力，迫使其迫降至法國防線後方。 該次行動是他第一次獲證明的空戰勝利，並因此在8月下旬獲頒军衔勋章。

### 1917年

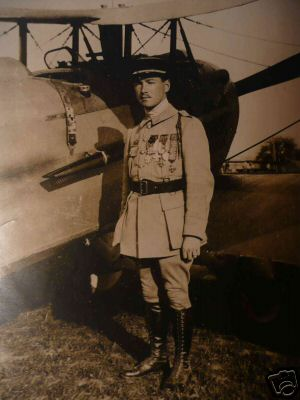
豐克和他的座駕

1917年3月17日，豐克与观察员赫弗中士一同击落一架德國的信天翁飛機。 豐克在此時已经積累了早期航空史中十分驚人的500小时飞行時數。1917年的血腥四月中，豐克被著名的第12战斗組“鸛”飛行中隊邀請加入，該戰鬥組共有四個中隊，是世界上第一個戰鬥機聯隊，当时擊殺數最多的法国王牌喬治·居內梅也是其中的一員。 豐克在效力該中隊期間驾驶斯柏特S-VII戰鬥機贏得王牌飞行员的稱號。
1917年9月14日，他擊落一架德軍偵察機，該敵機失去控制倒轉墜毀，豐克走到敵機殘骸，从驾驶舱中扯下氣壓計，以在戰鬥報告中證明他的第十二个戰果。9月30日，他击落一架德軍Rumpler C.IV飛機，該機的飛行員據信為是庫爾特·威斯曼中尉，据说是击落喬治·居內梅的凶手。 但德国方面提出不同看法，聲稱威特曼的飛機早在两天前的战斗中墜毀。 豐克在9月和10月又分别取得四次勝利，他到了年底已經被確認擊落了19架戰機。
豐克的技術在戰鬥中快速精進，並擁有大無畏的精神。他将数学原理应用于空中戰鬥，對驾驶飞机的工程知识远超其他飞行员。豐克時常耐心地从高处跟踪他的目标，接著在近距离中使用精準的射击擊落敵機。他在每次戰鬥中都有非常高的命中率，他操縱的维克斯机枪在一般下甚至僅需不到五發子彈完成擊殺。 他喜欢的空战方法不是混战，而是外科手术般的精準擊殺，這主要是因為他具有在遠距離发现敌方偵察機的獨特天賦。

### 1918年

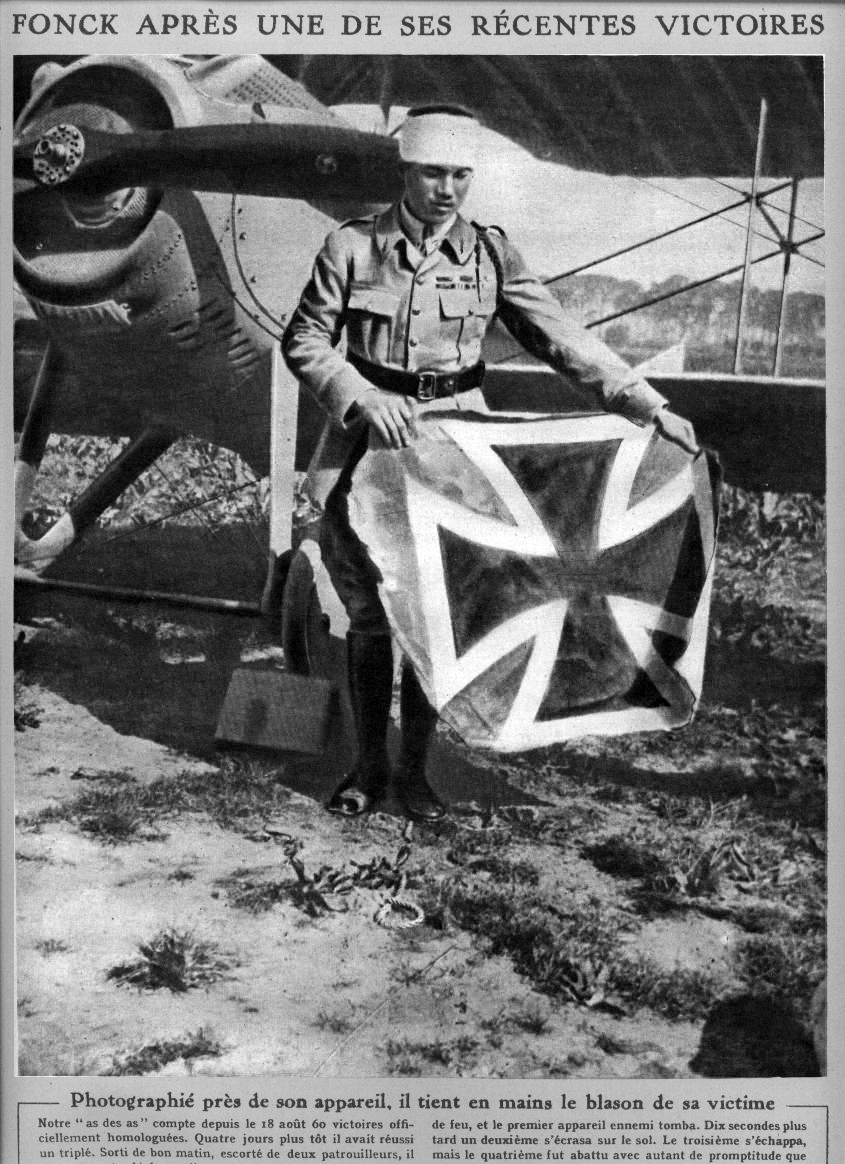
豐克展示第60次擊殺的證明

1918年1月19日，豐克在一天中擊落兩架敵機，並在接下來的三個月取得15次空戰勝利。 1918年5月9日，豐克與兩位美軍飛行員埃德溫·帕森斯和弗蘭克·貝利斯打賭，認為他將先於兩位美國人擊落敵軍戰機。弗蘭克·貝利斯在糟糕的天氣下起飞，成功先於豐克击落敵機。豐克並未選擇付清賭注，而是要求改變條件，更改為當天擊落最多敵機的飛行員獲勝。糟糕的天氣使豐克到下午放晴時才得以升空， 在16:00至16:05時击落三架敵軍偵察機，在幾個小時後又再次擊落三架敵機。達成三小時內擊落6架敵機的輝煌紀錄。
他在5月19日擊落兩架敵機，到了6月時總擊落數已經達到49架，正在迅速逼近法軍第一王牌居内梅的记录。 他在5月至8月中再度擊落11架敵機，將法軍擊落紀錄推高至60次。1917年9月26日，他再次在一天内击落六架敌机，  他在1918年全年中取得56次空戰勝利，總確定空戰勝利達到75次， 而他本人則聲稱共有127次。他還有著從未受傷的強悍紀錄，僅曾有過一顆子彈命中他的戰機。 他在1919年的香榭丽舍大街胜利阅兵式代表法國航空兵。

## 战争结束后

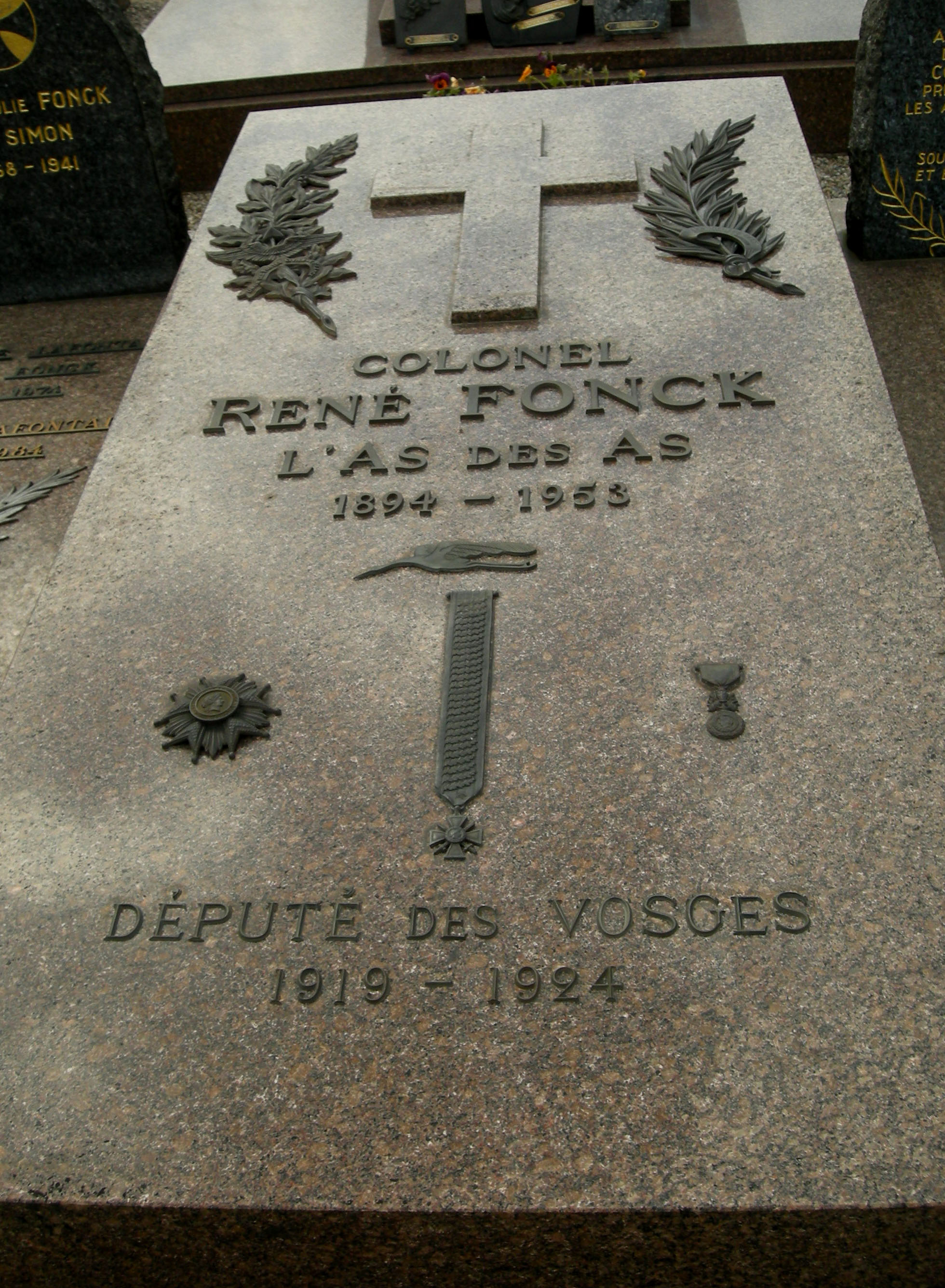
勒内·豐克的坟墓

第一次世界大战后，豐克重返平民生活，于1920年出版由費迪南·福煦元帥作序的战争回忆录《Mes Combats》，並成為佛日省的議員。 1920年代，豐克说服伊戈尔·伊万诺维奇·西科尔斯基为他设计Sikorsky S-35，以完成人类首次跨大西洋飞行的壮举。 1926年9月21日，該飛機起落架在起飛時折断，导致机上四人中有两人丧生， 但豐克和副飞行员幸免于难。豐克最终重返军事航空，于1937年至1939年擔任法国战斗机部队督察。
豐克在第二次世界大戰期間被控與纳粹和維希政權勾结，维希外交部长皮埃尔·拉瓦尔在1940年8月10日宣布，豐克招募了200名法国飞行员为纳粹作战。 但過不久豐克就因為反納粹立場被盖世太保逮捕，關押在德兰西集中营。 戰爭結束後，法国警方调查豐克与维希政权的關聯， 證明豐克忠於法國，與多名法國抵抗運動领袖有联系。 他因此於1948年獲得抵抗證書。引文写道：“勒內·豐克先生，一位未身穿制服的法国战斗部队成员，在敌人占领的领土上为民族解放光荣战斗”。1953年他在巴黎中风去世，被安葬在家乡默尔特河畔索尔西村的墓地。

## 另見
- 伊万·阔日杜布 ，二战盟军“王牌中的王牌”，战果62架
- 第一次世界大战飞行王牌列表
- 时代杂志封面人物名单：1920 年代– 1926 年 8 月 23 日

## 註腳
1. 1 2 3 4  .   [2022-02-06]. （原始内容存档于2022-04-08）.
2. 1 2 3  Lawson, Eric; Lawson, Jane. . Cambridge, Massachusetts: Da Capo Press. 1996: 205. ISBN 0-306-81213-4.[]
3. 1 2  .   [2022-02-08]. （原始内容存档于2022-02-08） （英语）.
4. ↑  Guttman, Jon. . 2004-11-11. ISBN 9781841767536.[]
5. 1 2 3 4 5 6  The Aerodrome. . Theaerodrome.com. 1997  [2011-11-21]. （原始内容存档于2022-04-15）.
6. 1 2  Jules Roy. Éditions Albin Michel , 编. . Paris. : 1986 （法语）.
7. 1 2  . 2014/4/7  [2022-02-08]. （原始内容存档于2022-01-07） （法语）.
8. ↑  . : 16.
9. ↑  . : 19.
10. 1 2  Damien Accoulon (2018), René Fonck, As des As et pilote de la Grande Guerre, Editions Privat, Toulouse.
11. ↑  . Time. 1926-08-23  [2007-04-14]. （原始内容存档于2011-05-24）.
12. ↑  Accoulon, Damien. . Nacelles. 2019, (5)  [2022-02-06]. （原始内容存档于2022-01-07）.
13. 1 2 3  "René Fonck, L'As des l'As, L'homme", by Corinne Micelli & Bernard Palmieri, 2007, Editions Economica, Paris, France.
14. ↑  « Black list », 生活雜誌, 24, :86 {{|url=https://books.google.com/books?id=fk4EAAAAMBAJ&pg=PA86}}.
15. ↑   Bertrand Beyern. Le Cherche midi , 编. . 2011: 272. ISBN 978-2-7491-2169-7 （法语）.